# Libellago adami
Libellago adami är en trollsländeart som beskrevs av Fraser 1939. Libellago adami ingår i släktet Libellago och familjen Chlorocyphidae. Inga underarter finns listade i Catalogue of Life.